# Xysticus schoutedeni
Xysticus schoutedeni är en spindelart som beskrevs av Roger de Lessert 1943. Xysticus schoutedeni ingår i släktet Xysticus och familjen krabbspindlar.
Artens utbredningsområde är Kongo. Inga underarter finns listade i Catalogue of Life.